# Vejer de la Frontera
Vejer de la Frontera község Spanyolországban, Cádiz tartományban. Vejer de la Frontera Conil de la Frontera, Chiclana de la Frontera, Medina-Sidonia, Tarifa és Barbate községekkel határos. Lakosainak száma 12 915 fő (2024).

## Népesség
A település népessége az utóbbi években az alábbiak szerint változott:
| Lakosok száma | 12 729 | 12 685 | 12 801 | 12 973 | 12 854 | 12 897 | 12 788 | 12 624 | 12 572 | 12 915 |
|               | 2001   | 2004   | 2006   | 2009   | 2011   | 2014   | 2016   | 2019   | 2021   | 2024   |